# فارنباخ
فارنباخ (به آلمانی: Fahrenbach) یک شهر در آلمان است که در نکار-ادنوالد واقع شده‌است. فارنباخ ۲٬۷۵۰ نفر جمعیت دارد.

## خواهرخوانده
شهر Heiligengrabe خواهرخواندهٔ فارنباخ هست.